# Волошин Олександр Йович
Олександр Йович Волошин (1 січня 1922 — 22 вересня 1989) — радянський льотчик-винищувач, у роки німецько-радянської війни — гвардії старший лейтенант, заступник командира ескадрильї 107-го гвардійського винищувального авіаційного полку 11-ї гвардійської винищувальної авіаційної дивізії 2-го гвардійського штурмового авіаційного корпусу 2-ї повітряної армії 1-го Українського фронту. Герой Радянського Союзу (1945), полковник.

## Біографія
А. І. Волошин народився 1 січня 1922 року в місті Катеринославі (нині Дніпро) в сім'ї робітників. За національністю українець. Після закінчення 8 класів школи пройшов навчання в аероклубі.
У Червоної Армії з квітня 1940 року. Після закінчення військового училища льотчиків, в 1941 році, направлений у діючу армію. У 1943 році вступив в члени ВКП (б) / КПРС. Відважний льотчик-винищувач відзначився в повітряному бою 22 серпня 1944 року на захід від міста Сандомира (нині Польща). Керуючи підбитим літаком, Волошин таранив ворожий винищувач, після чого зміг здійснити посадку на своїй палаючій машині. На фронтах німецько-радянської війни воював до перемоги. Всього їм було скоєно 293 бойових вильоти, в 65 повітряних боях їм особисто збито 16 ворожих літаків.
Указом Президії Верховної Ради СРСР від 27 червня 1945 року за зразкове виконання бойових завдань командування на фронті боротьби з німецькими загарбниками і проявлені при цьому відвагу і геройство гвардії старшому лейтенанту Волошину Олександру Йовичу присвоєно звання Героя Радянського Союзу з врученням ордена Леніна і медалі «Золота Зірка» (№ 7902).
У 1949 році закінчує Вищі офіцерські льотно-тактичні курси ВПС, а в 1959 — курси удосконалення офіцерського складу (КУОС) при Військово-повітряної академії. З 1972 року полковник Волошин в запасі. Жив в місті Барановичі Брестської області Білорусії. Помер 22 вересня 1989 року. 

## Нагороди
- Медаль «Золота Зірка» Героя Радянського Союзу (№ 7902).
- Орден Леніна.[6]
- Три ордени Червоного Прапора.
- Орден Вітчизняної війни I ступеня.
- Три ордени Червоної Зірки.
- Медалі, в тому числі:
  - медаль «За перемогу над Німеччиною у Великій Вітчизняній війні 1941—1945 рр.»;
  - ювілейна медаль «Двадцять років Перемоги у Великій Вітчизняній війні 1941—1945 рр.»;
  - ювілейна медаль «Тридцять років Перемоги у Великій Вітчизняній війні 1941—1945 рр.»;
  - ювілейна медаль «Сорок років Перемоги у Великій Вітчизняній війні 1941—1945 рр.».

## Пам'ять
- Рішенням Барановичської міської Ради депутатів № 58 від 26.06.2008 «Про найменування мікрорайону Південно-Західного і вулиць мікрорайону» ім'ям Олександра Йовичу Волошина названа одна з вулиць у новому районі Боровко міста Барановичі.